# Plus 8
Plus 8 är ett kanadensiskt skivbolag som ger ut technobetonad musik.
Skivbolaget har sitt fäste i Windsor, Ontario och grundades 1990 av Richie Hawtin och John Acquaviva.
Till en början bestod skivsläppen mest av deras eget material och några vänner som Kenny Larkin.
Skivbolaget är mest känt för sina skivsläpp med Speedy J och Richie Hawtins egna under aliasen F.U.S.E och Plastikman.
Skivbolaget är lagt på is sedan 1997, då John Acquaviva började arbeta som DJ och Richie Hawtin fokuserade på sitt eget skivbolag Minus.